# Astaena penai
Astaena penai är en skalbaggsart som beskrevs av Frey 1973. Astaena penai ingår i släktet Astaena och familjen Melolonthidae. Inga underarter finns listade.